# Internationale Commissie van Juristen

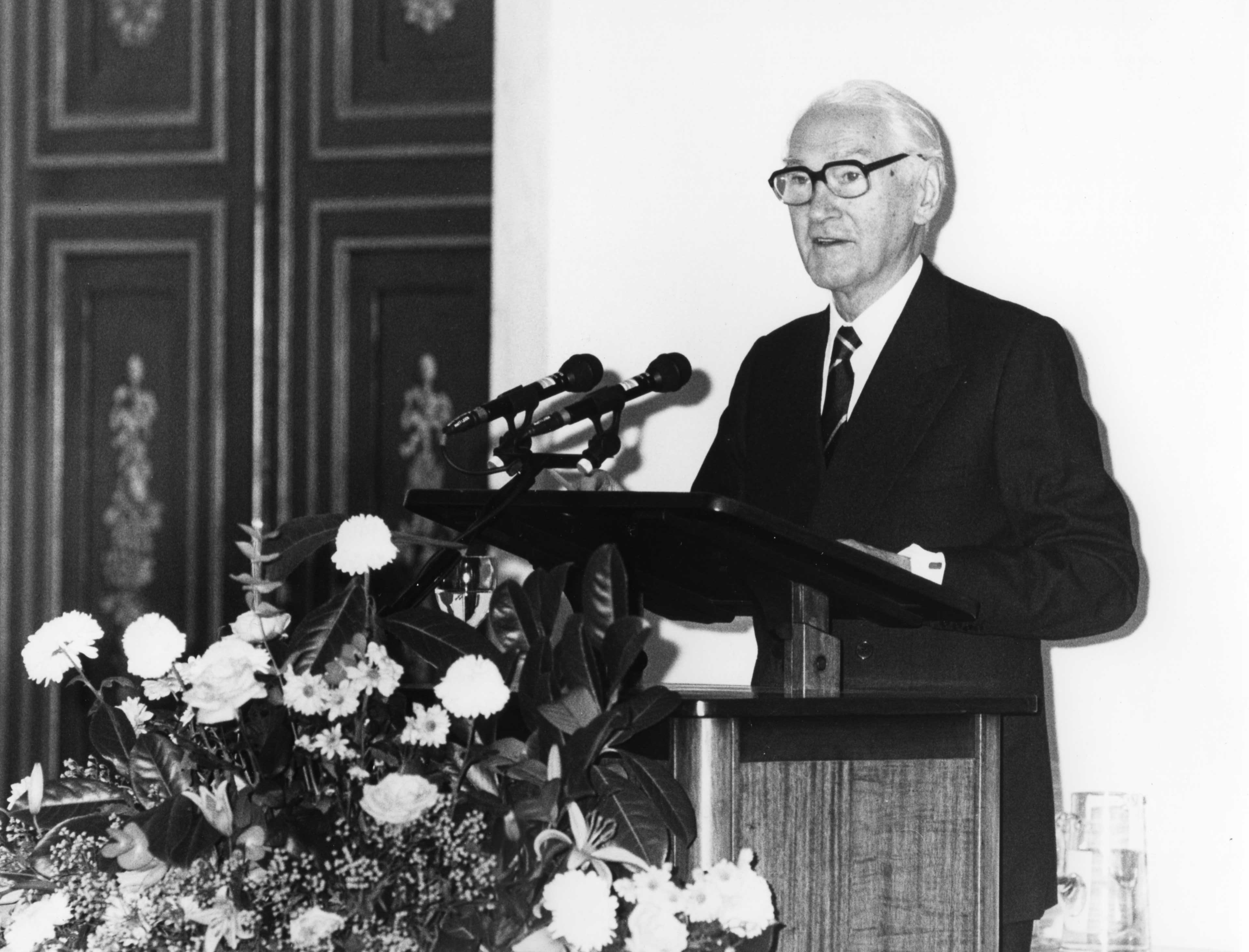
Secretaris-generaal Niall MacDermot bij de overhandiging van de Erasmusprijs in 1989

De Internationale Commissie van Juristen (International Commission of Jurists, ICJ) is een internationale niet-gouvernementele organisatie van juristen uit verschillende landen die rechtszaken in de gehele wereld bezoeken en toetsen of deze overeenkomstig het internationaal recht zijn uitgevoerd. De hoofdvestiging bevindt zich in Genève, daarnaast zijn er nationale, aan de ICJ gelieerde organisaties. In Nederland is dat sinds 1974 het Nederlands Juristen Comité voor de Mensenrechten (NJCM) te Leiden; in België de Section Belge de la CIJ in Brussel.
De organisatie werd in 1952 opgericht in Berlijn en in het eerste decennium van de 21e eeuw zijn er 60 leidende volken- en mensenrechtenexperts uit de gehele wereld bij aangesloten, waaronder bijvoorbeeld Mary Robinson. Er horen 97 nationale secties en juristenorganisaties in 70 landen toe.
De organisatie ontving meerdere malen prijzen voor haar werk, waaronder de Europese Mensenrechtenprijs in 1980. In 1984 ontving het de Carnegie Wateler Vredesprijs en in 1989 de Erasmusprijs. In 1993 reikte de UNHCR aan de organisatie de Mensenrechtenprijs van de Verenigde Naties uit.